# ساو جواو دوس باتوس
ساو جواو دوس باتوس بلدية في ولاية مارانهاو في المنطقة الشمالية الشرقية من البرازيل.